# 中93線
中93線 社寮角－茅埔角，是位於臺中市的一條鄉道，北起臺中市石岡區社寮角，南至新社區茅埔角，全長14.236公里。

## 路線說明
臺中市
- 石岡區：社寮角（起點， 台3線舊線岔路）→
- 新社區：嵙石（ 中92線岔路）→
- 石岡區：仙塘坪（ 中91線岔路）→
- 新社區：崑山（ 中94線岔路）→ 水井（ 中88線岔路）→ 大崎腳（ 市道129號岔路）→ 大崎腳南（ 中97線岔路）→ 茅埔角（終點， 中95線岔路）

## 沿線景點、設施
- 安石園
- 新社園區遊客服務中心

## 交會重要道路
- 台3線
- 市道129號